# Clematis serratifolia
Clematis serratifolia är en ranunkelväxtart som beskrevs av Alfred Rehder. Clematis serratifolia ingår i släktet klematisar, och familjen ranunkelväxter. Inga underarter finns listade i Catalogue of Life.